# Meniscocephalus optabilis
Meniscocephalus optabilis är en stekelart som beskrevs av Hayat 2003. Meniscocephalus optabilis ingår i släktet Meniscocephalus och familjen sköldlussteklar. Inga underarter finns listade i Catalogue of Life.